# 班伯格 (南卡罗来纳州)
班伯格（英語：Bamberg）是美国南卡罗来纳州下属的一座城市。城市类型是“City”。其面积大约为3.59平方英里（9.31平方公里）。根据2010年美国人口普查，该市有人口3,607人，人口密度约为每平方 英里1,003.62人（约合每平方公里387.51人）。